# Attala

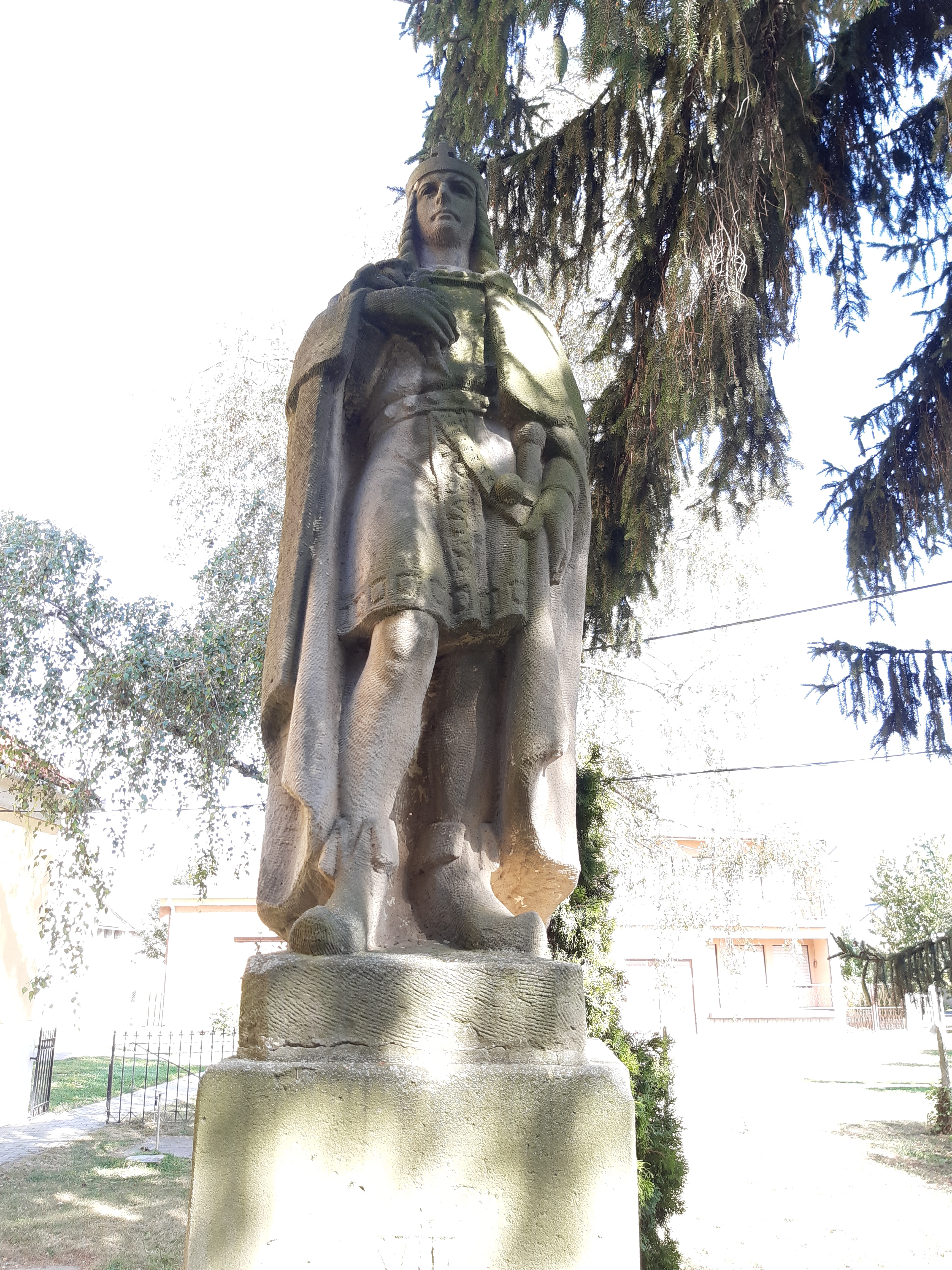
Szent Imre szobra - 1931

Attala község Tolna vármegyében, a Dombóvári járásban.

## Fekvése
Tolna megye nyugati határszélén fekszik, Dombóvártól 6 kilométerre nyugatra, Somogy vármegye székhelyétől, Kaposvártól 25 kilométerre keletre; legközelebbi nyugati szomszédja, Csoma  már Somogy vármegyéhez tartozik.
A település két kistáj – Észak-Zselic és Dél-Külső-Somogy – találkozásánál helyezkedik el. A két kistájat a Kapos választja el egymástól, mely a község déli határán folyik. A szomszédos települések Csoma, Kapospula, Nagyberki és Szabadi.
A falun kelet-nyugati irányban a Dunaföldvár-Kaposvár-Nagykanizsa közti 61-es főút megy keresztül, a tőle északra fekvő Somogy vármegyei Gölle településsel pedig az Attalából induló 6521-es út köti össze. Szentivánpuszta nevű külterületi településrésze, amely a központtól mintegy öt kilométerre északnyugatra fekszik, a 6521-esből nyugat felé kiágazó 65 161-es számú mellékúton érhető el.
A hazai vasútvonalak közül a Dombóvár–Gyékényes-vasútvonal áthalad a településen, de Attala megállóhelyen 2022. december 11. óta nem állnak meg a vonatok.

## Története
A település története a római időkig nyúlik vissza, amikor már megerősített táborhely lehetett. Erre utalnak a község határában talált római téglák, illetve épületmaradványok. A monda szerint vár is állt itt, melynek úrnője egy római hölgy, Atala volt.
Hozzá kapcsolódik a „süllyedt vár” legendája, miszerint egy hajadon, a vár egykori tulajdonosa, befalaztatta a vár ablakait egy kivételével. Ennél megállva a következő szavakkal fordult a kívülállókhoz: „Ha még ezt az ablakot is befalaztatom, akkor az Isten sem lát engemet!” Erre a dacos gúnyolódásra a vár elsüllyedt.
A falu első írásos említése 1138-ból maradt fenn, ekkor a település a dömösi prépost birtoka volt, és Atila néven említették. Az 1332-37. évi pápai tizedjegyzék szerint egyházas hely volt. 1450-ben Felsewathala alakban szerepelt, és Zichi Benedek tulajdonában volt. A török időkben rácok szállták meg, ekkor a település két részre szakadt: Rác-Atalára és Magyar-Atalára. 1661-ben mindkét rész Gorup Ferenc győri nagyprépost, fehérvári őrkanonok tulajdona volt. 1695-ben I. Lipót király Matusek András címzetes püspöknek, győri őrkanonoknak adta Attalát. Az általa alapított település helye már megegyezett a jelenlegivel, amelyben 1715-ben hat háztartást írtak össze. Ekkor már a székesfehérvári custodiatus birtoka volt a terület. 1726-ban már ismét új gazdája volt: gróf Nádasdy László csanádi püspök. Az ő nevéhez fűződik a falu első templomának és plébániájának felépítése 1716-ban. 1733-ban azonban ismét a székesfehérvári custodiatusé. 1807-ben a király a kegyes tanítórendnek adományozta, s ennek hatására a község fejlődése felgyorsult. Jelenlegi, római katolikus temploma 1860-65 táján épült.
Attala közigazgatásilag Somogy megye igali, majd kaposvári járásához tartozott 1975-ig. Ezt követően néhány szomszédos településsel együtt Tolna megyéhez csatolták. Már az 1914-es feljegyzések szerint rendelkezett postával, távíróval, plébániával, illetve gőzmalommal. Első állomása, Attala-Csoma 2 kilométerre feküdt a falutól. Vasúti megállóhelyet és őrházat csak 1937-38-ban kapott a település, mivel az attalai parasztok nem adtak földet állomás építéséhez.
A század elején a községhez tartozott a falutól északra fekvő Csökepuszta, mely azóta elnéptelenedett. Lakossága 1900-ban mindössze 29 fő volt. 1962-ben azonban Göllétől Attalához csatolták Szentivánpusztát, mely jelenleg is a település külterületi lakott helye. Lakosságszáma a 2001-es népszámlálás idején 47 fő volt.

## Közélete

### Polgármesterei
- 1990–1994: Bognár Zoltán (független)[3]
- 1994–1998: Bognár Zoltán (független)[4]
- 1998–2002: Kalocsa Jenő (független)[5]
- 2002–2006: Kalocsa Jenő (független)[6]
- 2006–2007: Kalocsa Jenő (független)[7]
- 2007–2010: Gelencsér István (független)[8]
- 2010–2014: Gelencsér István (független)[9]
- 2014–2019: Gelencsér István (független)[10]
- 2019–2024: Orosváriné Bocz Tünde (független)[11]
- 2024– : Orosváriné Bocz Tünde (független)[1]

A településen 2007. november 18-án időközi polgármester-választást (és képviselő-testületi választást) kellett tartani, az előző képviselő-testület önfeloszlatása miatt. A választáson az addigi polgármester is elindult, de 22,38 %-os eredményével jócskán alulmaradt egyetlen kihívójával szemben.

## Attala híres szülöttei
- Földvári József (1926-2006) jogász, egyetemi tanár, a Pécsi Tudományegyetem rektora (1975-1984).

## Népesség
A település népességének változása:
| Lakosok száma | 837  | 839  | 820  | 735  | 726  | 720  | 702  |
|               | 2013 | 2014 | 2015 | 2021 | 2022 | 2023 | 2024 |

A 2011-es népszámlálás során a lakosok 88,7%-a magyarnak, 2,8% cigánynak, 0,2% horvátnak, 0,2% németnek mondta magát (11,3% nem nyilatkozott; a kettős identitások miatt a végösszeg nagyobb lehet 100%-nál). A vallási megoszlás a következő volt: római katolikus 71,7%, református 2,2%, evangélikus 0,6%, felekezeten kívüli 9,9% (14,3% nem nyilatkozott).
2022-ben a lakosság 92,1%-a vallotta magát magyarnak, 1,1% cigánynak, 1% németnek, 0,4% ukránnak, 0,1% románnak, 1,1% egyéb, nem hazai nemzetiségűnek (7,4% nem nyilatkozott; a kettős identitások miatt a végösszeg nagyobb lehet 100%-nál). Vallásuk szerint 54,3% volt római katolikus, 1,8% református, 0,8% evangélikus, 0,1% görög katolikus, 0,8% egyéb keresztény, 0,4% egyéb katolikus, 10,2% felekezeten kívüli (31% nem válaszolt).

## Nevezetességei
- Római katolikus templom 1867-ből
- Az 1931-ben állított Szent Imre-szobor[15][16]
- Nepomuki Szent János műemlék szobra
- A 2007-ben átadott tájház
- A község és a Mississippi állambeli Attala megye által közösen emelt Mississippi-emlékmű